# Fernando Suárez González
Fernando Suárez González (León, 10 de agosto de 1933-Madrid, 29 de abril de 2024) fue un político y jurista español. Fue el último ministro de Franco vivo.

## Biografía
Su abuelo materno, Alberto González, fue pintor de las vidrieras de la Catedral de León, cuando se restauró en 1902. Su abuelo paterno, José María Suárez, oriundo de Flor de Acebos, trabajó en Gijón y con sus ahorros hizo el Hotel Valgrande, en el límite entre Asturias y León. Posteriormente, la familia lo vendió al Ministerio de Turismo para hacer un parador. 
Licenciado en Derecho por la Universidad de Oviedo, con premio extraordinario y doctor por la Universidad de Bolonia en 1960. Profesor de Derecho del trabajo en la Universidad Complutense de Madrid, ganó por oposición, en 1969, la cátedra de esa disciplina en la Universidad de Oviedo, en cuya ciudad había sido jefe del S.E.U. (Sindicato Español Universitario) entre 1954 y 1956. 
Fue jefe nacional de Enseñanza y, entre 1960 y 1962, jefe de la Delegación Nacional de Juventudes (Movimiento Nacional), al tiempo que consejero nacional de Educación. Entre 1962 y 1963 se hizo cargo de la Dirección del Instituto de la Juventud, mientras desempeñaba las labores de director del Colegio Mayor Diego de Covarrubias (1960-1970). En junio de 1973 fue nombrado director general del Instituto Español de Emigración. Procurador en Cortes por el tercio familiar por la provincia de León entre 1967 y 1971. 
Fue nombrado vicepresidente tercero y ministro de Trabajo el 5 de marzo de 1975 en el último Gobierno del general Franco, cesando a petición propia, tras el advenimiento de la democracia, por incluirse los presupuestos de la Seguridad Social en los Presupuestos Generales del Estado. 
Contribuyó destacadamente a la Transición española a la democracia inorgánica, especialmente como miembro de la ponencia que defendió el Proyecto de Ley para la Reforma Política. Posteriormente militó en Alianza Popular, partido por el cual fue diputado entre 1982 y 1986 en el Congreso de los Diputados, y miembro del Parlamento Europeo entre 1986 y 1994.
Catedrático emérito de Derecho del Trabajo de la UNED. En 2007 ingresó en la Real Academia de Ciencias Morales y Políticas.
En 2014 la juez argentina María Romilda Servini emitió una orden de detención y extradición contra varios exministros de la dictadura franquista y del primer gobierno de la monarquía. Fernando Suárez estaba incluido en la orden por su presunta responsabilidad en la pena de muerte de los cinco últimos fusilados por la dictadura franquista en 1975.

## Condecoraciones
- Gran Cruz de la Orden de Cisneros (1971).[6]

## Obra
- Testigo presencial (Real del Catorce Editores. Madrid, 2023).